# Австралопітек бахр-ель-газальський
Австралопітек Бахр-ель-газальській (Australopithecus bahrelghazali) — імовірно, самостійний вид австралопітеків, родина  гомінід, що жив близько 3,5-3,0 мільйонів років тому

## Знахідка
Це найзахідніша знахідка австралопітека. Виявлена в 1995 p. французьким палеонтологом Мішелем Брюне в місцезнаходженні Коро Торо на території стародавнього річкового русла Бахр-ель-Газаль на півдні адміністративного регіону Борку в Чадi. Вона представлена верхньою щелепою із сімома зубами
Оскільки раніше рештки австралопітеків виявлялися тільки у Східній та Південній Африці, дана знахідка стала свідченням досить широкого розповсюдження роду.

## Сумніви у видовому статусі
Багато хто з антропологів припускає, що австралопітек бахр-ель-газальський не є самостійним видом. Вони зараховують його до Australopithecus afarensis через схожість знайденого матеріалу. Але є й відмінності:  малі корінні зуби у A. bahrelghazali мають по три корені, а у A. afarensis — два або один.